# Opera Quốc gia Hàn Quốc

Nhà hát Opera Seoul

Nhà hát Opera Quốc gia Hàn Quốc (Korea National Opera) (thành lập năm 2000) là một công trình độc lập tại Trung tâm Nghệ thuật Seoul. Cung bên ngoài trung tâm của trung tâm nghệ thuật có ký hiệu Nhà hát Opera Seoul ở phía trên các cửa sổ. Công ty được thành lập từ những gì trước đây từ năm 1962 là một bộ phận thuộc Nhà hát Quốc gia Hàn Quốc tại Seoul.